# Weltmeisterschaften im Bogenschießen 1991
Die Weltmeisterschaften im Bogenschießen 1991 wurden vom 19. bis 24. August in der polnischen Stadt Krakau ausgetragen.

## Ergebnisse Recurvebogen
| Disziplin         | Gold                                               | Silber                                                                                     | Bronze                                                                         |
| ----------------- | -------------------------------------------------- | ------------------------------------------------------------------------------------------ | ------------------------------------------------------------------------------ |
| Männer Einzel     | Simon Fairweather                                  | Wadim Schikarew                                                                            | Chung Jae-hun                                                                  |
| Frauen Einzel     | Kim Soo-nyung                                      | Lee Eun-kyung                                                                              | Zehra Öktem                                                                    |
| Männer Mannschaft | Südkorea Chung Jae-hun Yang Chang-hoon Chun In-soo | Finnland Tomi Poikolainen Jari Lipponen Ismo Falck Petteri Alahuhta                        | Australien Simon Fairweather Scott Hunter-Russel Grant Greenham Adrian Cherney |
| Frauen Mannschaft | Südkorea Kim Soo-nyung Lee Eun-kyung Cho Yoon-jung | Sowjetunion Ljudmyla Arschannikowa Machluchanum Murtschajewa Iana Tuniants Natalia Valeeva | Vereinigte Staaten Denise Parker Jenifer O’Donnel Janet Dykman Judith Adams    |

## Medaillenspiegel
| Platz  | Land               | Gold | Silber | Bronze | Gesamt |
| ------ | ------------------ | ---- | ------ | ------ | ------ |
| 1      | Südkorea           | 3    | 1      | 1      | 5      |
| 2      | Australien         | 1    | –      | 1      | 2      |
| 3      | Sowjetunion        | –    | 2      | –      | 2      |
| 4      | Finnland           | –    | 1      | –      | 1      |
| 5      | Türkei             | –    | –      | 1      | 1      |
| 5      | Vereinigte Staaten | –    | –      | 1      | 1      |
| Gesamt | Gesamt             | 4    | 4      | 4      | 12     |